# Eduard Abazi
Eduard Abazi (* 19. November 1963 in Tirana) ist ein ehemaliger albanischer Fußballspieler.
Als Abwehrspieler spielte er in den ersten Ligen Albaniens, Jugoslawiens und Kroatiens. Insgesamt wurde er dreimal Meister und dreimal Pokalsieger.

## Laufbahn
Von 1985 bis Anfang 1991 spielte Abazi für KS Dinamo Tirana und gewann dort neben zwei Meisterschaften und zwei Pokalwettbewerben auch den 1989 erstmals ausgetragenen Supercup Albaniens. Nach seinem Wechsel zu Hajduk Split spielte er eine Saison in der jugoslawischen ersten Liga, wo er in vier Spielen ein Tor erzielte und Pokalsieger wurde. Nach der Loslösung des kroatischen Fußballverbandes vom jugoslawischen Fußballverband wurde Abazi mit Hajduk kroatischer Meister.
International spielte er mit Dinamo Tirana in allen drei Vereinswettbewerben der UEFA: 1985/86 im UEFA-Pokal, 1986/87 im Europapokal der Landesmeister und 1989/90 im Europapokal der Pokalsieger.
Erfolge
- Albanischer Meister: 1986 und 1990
- Albanischer Pokalsieger: 1989 und 1990
- Jugoslawischer Pokalsieger: 1991[1]
- Kroatischer Meister: 1992